# Lily Was Here
Pour les articles homonymes, voir Lily et Here.
Lily Was Here est un single de l'auteur-compositeur-interprète et guitariste britannique Dave Stewart, sorti en 1989, interprété avec la saxophoniste néerlandaise Candy Dulfer, pour la bande sonore du film dramatique néerlandais De Kassière (ou Lily Was Here) de Ben Verbong (1989). Extrait de l'album Saxuality de Candy Dulfer, sorti en 1990, le titre atteint la première place des charts néerlandais, et est un des plus célèbres tubes internationaux de la fin des années 1980.

## Description

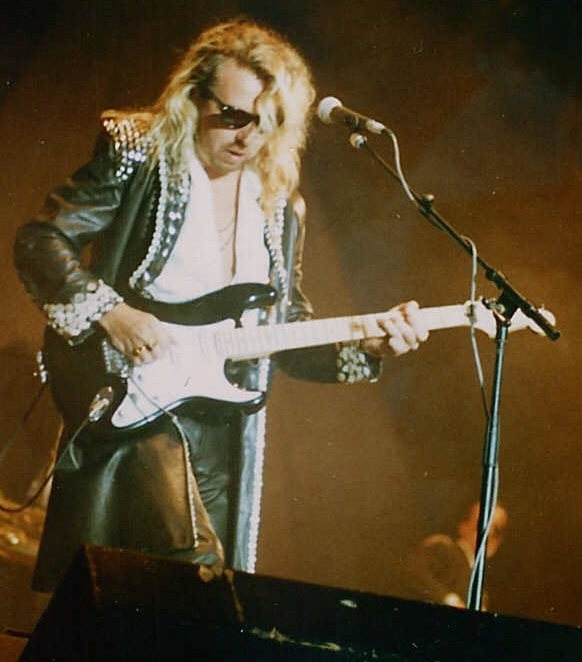
Dave Stewart (1987).

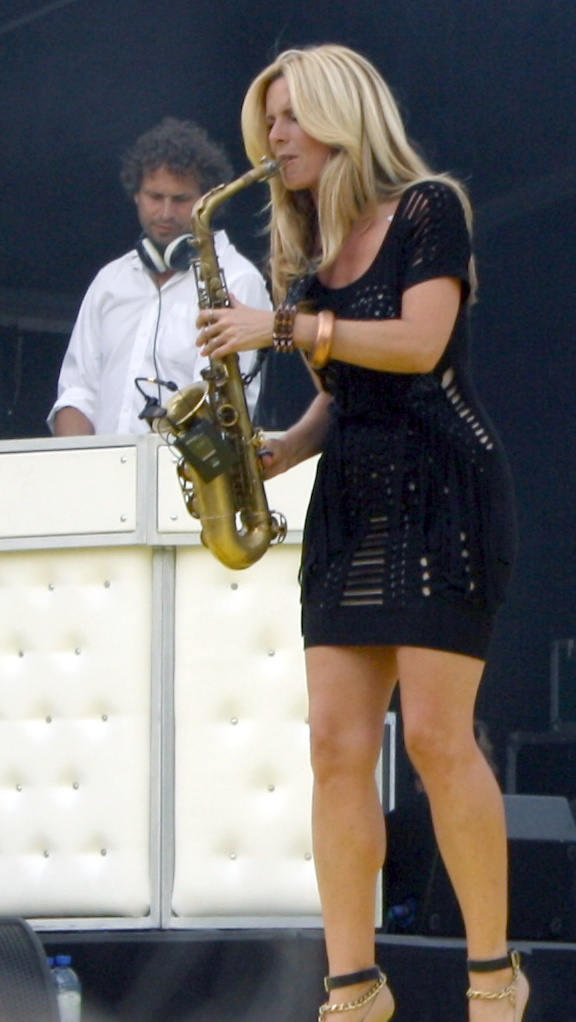
Candy Dulfer (2010).

Lily — jouée par l'actrice Marion van Thijn — fille de l'homme politique et maire d'Amsterdam Ed van Thijn de l'époque) est une jeune caissière de supermarché de Rotterdam aux Pays-Bas, dont la vie tourne dramatiquement au cauchemar, et aux braquages de magasins, à la suite de l’assassinat de son copain, dont elle attend un enfant.
La musique du film est composée par Dave Stewart (ex membre du groupe Eurythmics avec Annie Lennox). Il invite la saxophoniste néerlandaise de jazz Candy Dulfer (fille du saxophoniste néerlandais Hans Dulfer), à l'accompagner au saxophone, avec ses anciens musiciens d'Eurythmics Pat Seymour, Olle Romo, et Chucho Merchan. La musique est auto-produite sous son propre label Anxious Records.
Le single devient un des tubes internationaux de la fin des années 1980, première place des charts pendant cinq semaines aux Pays-Bas, sixième place au Royaume-Uni, et 11e place des charts américains. À la suite du succès de ce hit, Candy Dulfer co-produit avec succès, son propre premier album Saxuality l'année suivante, avec entre autres ce titre Lily Was Here (album certifié disque d'or, vendu à plus d'un million d'exemplaires dans le monde entier, et nommé aux Grammy Awards de la meilleure performance instrumentale pop 1991).

## Au cinéma
- 1989 : De Kassière (ou Lily Was Here) de Ben Verbong (musique de film).

## Album
- 1990 : Saxuality de Candy Dulfer (disque d'or, nommé aux Grammy Awards de la meilleure performance instrumentale pop 1991)[2].